# 오정애
오정애(吳正愛, 1984년 1월 17일 - )은 조선민주주의인민공화국의 역도 선수이다.
2008년 베이징 올림픽에서 동메달을 획득하였다.